# 가상 어플라이언스
가상 어플라이언스 또는 버추얼 어플라이언스(virtual appliance)는 하이퍼바이저에서 실행할 준비가 된 사전 구성된 가상 머신 이미지이다. 가상 어플라이언스는 더 광범위한 소프트웨어 어플라이언스 클래스의 하위 집합이다. 가상 머신에 소프트웨어 어플라이언스를 설치하고 이미지로 패키징하면 가상 어플라이언스가 생성된다. 소프트웨어 어플라이언스와 마찬가지로 가상 어플라이언스는 복잡한 소프트웨어 스택을 실행하는 데 따른 설치, 구성 및 유지 관리 비용을 없애기 위해 고안되었다.
가상 어플라이언스는 완전한 가상 머신 플랫폼이 아니라 유형 1 또는 유형 2 하이퍼바이저일 수 있는 가상 머신 플랫폼에서 실행되도록 설계된 소프트웨어 스택이 포함된 소프트웨어 이미지이다.

## 파일 형식
가상 어플라이언스는 전자 다운로드 또는 물리적 배포를 통해 사용자 또는 고객에게 파일로 제공된다. 가장 일반적으로 사용되는 파일 형식은 개방형 가상화 포맷(OVF)이다. OVA(Open Virtual Appliance)로 배포될 수도 있으며, .ova 파일 형식은 .ovf와 상호 교환 가능하다. DMTF(Distributed Management Task Force)에서 OVF 사양 문서를 게시한다. VMware, 마이크로소프트, 오라클, 시트릭스를 포함한 대부분의 가상화 플랫폼은 OVF 파일에서 가상 어플라이언스를 설치할 수 있다.

## 같이 보기
- 비트나미
- 서비스형 소프트웨어